# Glenquicken
Glenquicken (auch Cambret Moor oder Billy Diamond's bridge genannt) ist ein ovaler Steinkreis südlich einer alten Straße (Old military road) und 50 m nördlich des Baches „Englishman's Burl“, etwa 3,3 km östlich von Creetown in Kirkcudbrightshire in Dumfries and Galloway in Schottland. Er steht in einer Weide im Cambret Moor.
Der Kreis hat einen Durchmesser von 15,5 m und besteht aus 29 niedrigen Steinblöcken. Im Südwesten ist eine Lücke, wo ein Stein fehlen könnte. Der höchste Punkt des Steinkreises befindet sich im Südosten. In der Mitte steht ein 1,6 m hoher Monolith aus Granit. Um ihn herum liegt ein Haufen von Feldsteinen, der vermutlich im Zuge von Meliorationsarbeiten entstand.
Aubrey Burl hat ihn den feinsten aller Mittensteinkreise genannt. Im Jahre 2000 gibt Burl eine Beschreibung der Mittensteinkreise, die auch in Cornwall, Shropshire, Wiltshire und Südwest Irland zu finden sind. Er stellt fest, dass Kreise mit Mittelsteinen spät entstanden zu sein und häufig eine Brandbestattung am Fuße des Mittelsteins haben. Die Kreise bestehen aus  kleinen gerundeten Steinen, während der Zentralstein deutlich größer ist. Eine kleinere, fast exakte Kopie von Glenquickan sind die Bullstones in Cheshire.
Zwei weitere Kreise im Nordwesten sind auf der Ordnance-Survey-Karte markiert, die Alexander Thom im Jahr 1939 aber nicht mehr fand.